# Aleksandr Dołmatow
Aleksandr Dołmatow (ros. Александр Долматов; ur. 12 września 1976 zm. 16 stycznia 2013 w Rotterdamie) – rosyjski opozycjonista, działacz partii Inna Rosja, pracował jako konstruktor rakiet w firmie zbrojeniowej "Taktyczna Broń Rakietowa".

## Działalność opozycyjna
Uczestnik licznych akcji protestu m.in. akcji w ramach "Strategii-31" – serii pikiet w obronie wolności zgromadzeń. 6 maja 2012 roku został zatrzymany podczas masowych demonstracji opozycji na placu Błotnym w Moskwie i obwiniony o udział w zamieszkach. Latem 2012 roku uciekł do Holandii, gdzie poprosił o przyznanie azylu politycznego. Po odrzuceniu jego wniosku o azyl polityczny w Holandii popełnił samobójstwo w ośrodku deportacyjnym w Rotterdamie. Obawiał się represji po powrocie do Rosji.

## Reakcje na śmierć
- Reakcja opozycji

18 stycznia pod konsulatami Holandii w Moskwie, Petersburgu i Kijowie odbyły się pikiety działaczy opozycyjnych poświęcone pamięci Dołmatowa.
Rosyjscy obrońcy praw człowieka powiadomili o zamiarze złożenia wniosku w Europejskim sądzie do spraw praw człowieka w sprawie działań władz Holandii, które ich zdaniem bezprawnie odmówiły przyznania azylu Dołmatowowi.
- Reakcja władz Holandii

Pełnomocnik poselstwa Królestwa Niderlandów oświadczył, że władze Holandii nie wiążą samobójstwa Dołmatowa z odmową przyznania mu azylu politycznego.
- Reakcja władz Rosji

Ministerstwo Spraw Zagranicznych Federacji Rosyjskiej zażądało od władz Holandii przeprowadzenia śledztwa w sprawie śmierci Aleksandra Dołmatowa.